# 91:an Karlsson muckar (tror han)
91:an Karlsson muckar (tror han) är en svensk film från 1959 i regi av Åke Grönberg. I huvudrollerna ses Stig Grybe och Holger Höglund.

## Handling
Major Morgonkröök skickar två brev, men förväxlar dem och skickar ett brev till översten där han kallar honom för "gammal stofil". 87:an och 91:an får veta detta och beslutar sig för att hjälpa majoren att få tillbaka brevet innan översten hinner läsa det.

## Om filmen
Filmen premiärvisades den 31 augusti 1959. Stockholmspremiär den 29 februari 1960. Filmen spelades in vid Metronome Studios i Stocksund av Bengt Lindström. Som förlaga har man Rudolf Peterssons tecknade serie 91:an Karlsson som publicerades första gången i tidningen Allt för Alla 1932.
Filmen har visats vid ett flertal tillfällen på TV3 och TV4.

## Rollista
- Stig Grybe – 91:an Karlsson
- Holger Höglund – 87:an Axelsson
- Gun Jönsson – Elvira
- Fritiof Billquist – korpral Revär
- Gösta Bernhard – major Morgonkröök
- John Norrman – överste Gyllenskalp
- Siv Ericks – majorskan Morgonkröök
- Åke Grönberg – bataljonsläkaren
- Lissi Alandh – Hulda, major Morgonkrööks systerdotter
- Stig Johanson – Mille, vaktpost
- Gunnar "Knas" Lindkvist – kökskorpral
- Arne Söderberg – dragspelare på sjukstugan
- Gösta Krantz – man vid taxibil
- John Melin – gäst på muckarskivan
- Lasse Petterson – värnpliktig från Östersund
- Nils "Knas" Ohlson – värnpliktig

## Musik i filmen
- Marschvisa (Vi marscherar i ur och skur), kompositör Jules Sylvain, text Gösta Rybrant, sång Stig Grybe och Holger Höglund
- Kors på Idas grav (Mossbelupen hydda står wid Heklas fot/Korset på Idas graf), kompositör Johan Göran Berger, text Charlotta Berger, sång Stig Grybe
- Nu är det jul igen, sång John Norrman
- Kul i buren, kompositör Sven Rüno, text Per Lennart, sång Stig Grybe och Holger Höglund
- Ack, Värmeland du sköna (Värmlandssången), text Anders Fryxell, sång Gösta Bernhard
- Polka (Söderberg), kompositör Lill-Arne Söderberg, framförs på dragspel av Lill-Arne Söderberg

- Ticke Tick, kompositör Sven Rüno, text Per Lennart sång Stig Grybe, Holger Höglund och Gun Jönsson

## DVD
Filmen gavs ut på DVD 2016.